# Proechimys simonsi
Proechimys simonsi là một loài động vật có vú trong họ Echimyidae, bộ Gặm nhấm. Loài này được Thomas mô tả năm 1900.

## Hình ảnh

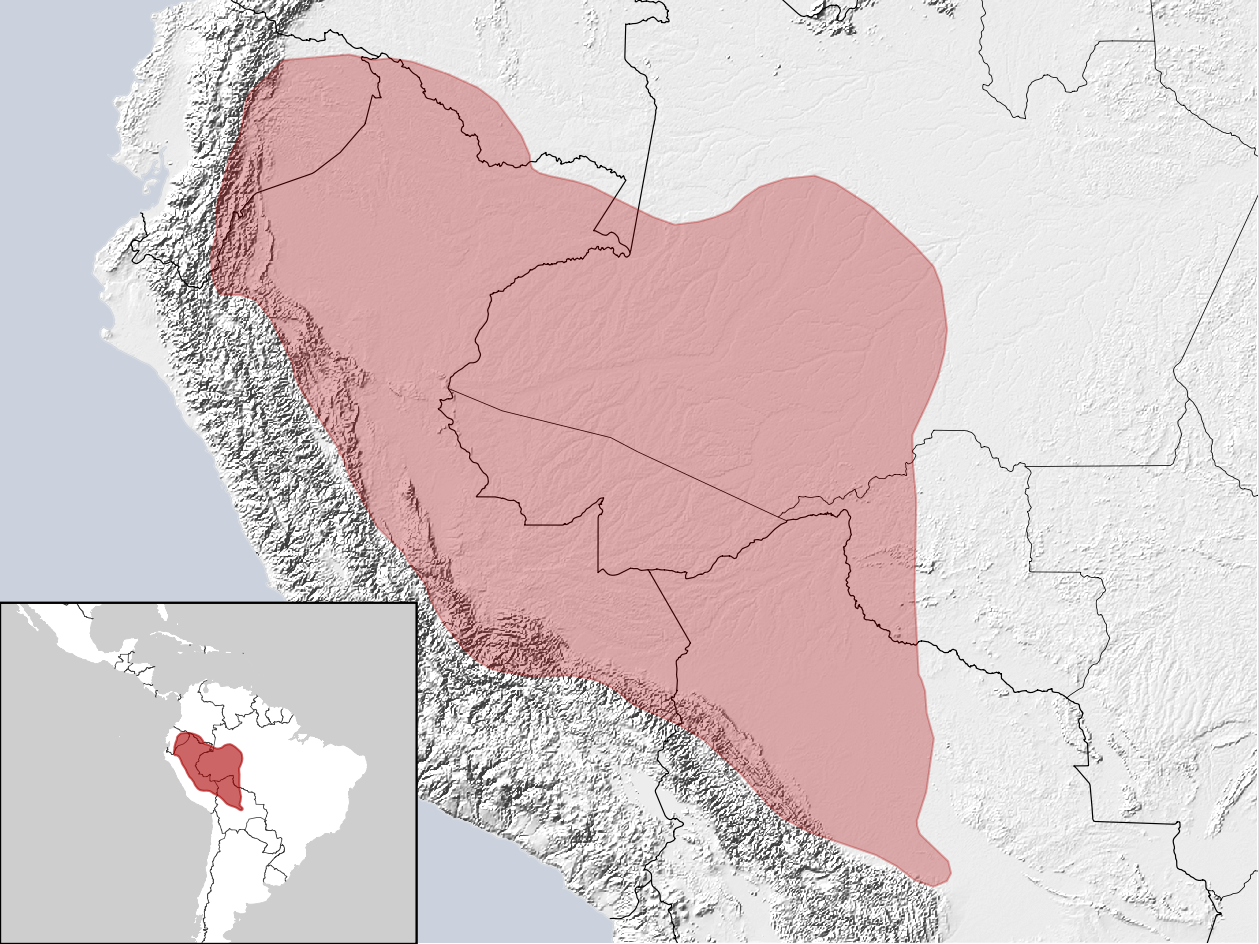